# 谢家铺镇
谢家铺镇，是中华人民共和国湖南省常德市鼎城区下辖的一个乡镇级行政单位。

## 行政区划
谢家铺镇下辖以下地区：
桥头社区、施家陂村、向家巷村、下陈湾村、高湖庙村、八方巷村、楠竹山村、仙羊冲村、王家湾村、官桥坪村、玉丰村、公王庙村、雨堂庵村、鹿角坪村、泉塘村、港中村、黄马井村、唐家坝村、粟家庵村、丁家桥村、匡家桥村、桂花村、边山铺村、雷轰山村和栗山村。